# Opus (gruppo musicale)
Gli Opus sono un gruppo musicale austriaco formatosi nel 1973. La loro canzone più famosa è Live is Life.

## Storia del gruppo
Gli Opus nascono nel 1973 a Graz, Austria. Gruppo molto popolare in Austria, Germania e Svizzera, ha riscosso successo internazionale nel 1984 con la canzone Live Is Life.

## Formazione
- Herwig Rüdisser è il cantante del gruppo. A Klagenfurt studia pianoforte a otto anni con i genitori, successivamente chitarra. Nel 1972 entra nel gruppo GFS con il concorso HELP. Si diploma grafico e si trasferisce a Graz. Nel 1978 diventa cantante degli Opus e incide 13 album.
- Ewald Pfleger, dal 1968 a Graz, studia geografia e storia alla Wiener Universität per cinque anni fino al 1973, anno di fondazione degli Opus.
- Kurt René Plisnier inizia nel 1963 con la musica, prendendo lezioni di pianoforte presso la Musikschule Stegersbach. Nel 1972 entra in contatto con il gruppo che diverrà Opus. Tre anni più tardi si diploma a Fürstenfeld e inizia a studiare presso la Musikhochschule Graz.
- Günter Grasmuck studia Matura Musik e arti dello spettacolo. Nel 1974 incontra gli Opus. Occasionalmente collabora con altre due band della Stiria: S.T.S. e Erste Allgemeine Verunsicherung, e per la Kurt Gober Band. Lavora in ambito artistico internazionale.

## Discografia

### Album in studio
- 1980 - Daydreams
- 1981 - Eleven
- 1982 - Opusition
- 1984 - Up and Down
- 1984 - Live Is Life
- 1985 - Solo
- 1987 - Opus
- 1990 - Magical Touch
- 1992 - Walkin'On Air
- 1996 - Love, God and Radio
- 2004 - The Beat Goes On
- 2010 - Tonight at the Opera
- 2020 - Magnum

### Live
- 1993 - Jubileé

### Raccolte
- 2003 - Flyin' Higher - Greatest Hits (Best-Of)
- 2008 - Back to the Future – The Ultimate Best Of

### Singoli
- 1982 - Flyin' High
- 1984 - Live Is Life
- 1985 - Flyin' High (Live Version)
- 1987 - Whiteland
- 1988 - Faster and Faster
- 1992 - Gimme Love
- 1994 - The Power of Live Is Life
- 2008 - Live Is Life 08